# Hydroeciodes alala
Hydroeciodes alala là một loài bướm đêm trong họ Noctuidae.